# Мадридский договор (1526)
Мадридский договор — соглашение между императором Священной Римской империи Карлом V и королём Франции Франциском I, подписанное в Мадриде 14 января 1526 года.

## Предпосылки
Избрание Карла V императором Священной Римской империи вылилось в длительную войну, которая завершилась поражением французских войск и пленением короля Франциска I (24 февраля 1525 года близ города Павия на севере Италии). Впоследствии его переправили в Барселону, а затем в Мадрид.

## Содержание
14 января 1526 года Карл V и Франциск I подписали Мадридское соглашение, согласно которому французский король отказывался от претензий на Италию, Фландрию и Артуа, отдавал Бургундию Карлу V, соглашался отправить двух сыновей к испанскому двору в качестве заложников (гарантии выполнения условий соглашения), обещал жениться на сестре Карла Элеоноре и вернуть герцогу де Бурбону все захваченные у него земли.

## Последствия
6 марта Франциск был освобожден, и в сопровождении де Ланнуа отправился в Фуэнтеррабию. 18 марта он пересек реку Бидасоа в северном направлении, вступил на землю Франции, одновременно два его сына последовали на юг, отправляясь заложниками в Испанию.
Франциск, однако, не имел никакого желания выполнять остальные условия Мадридского соглашения. 22 марта, по благословению папы, он провозгласил себя не связанным условиями Мадридского соглашения, как подписанного под давлением.
Вскоре военные действия были возобновлены, но уже в 1529 году после серии поражений французских войск и сепаратного сговора папы римского с императором, Франция была вынуждена заключить новое соглашение в Камбре (Камбрейский мир), окончательно отказавшись от посягательств на Фландрию, Артуа и Италию, но сохранив Бургундию.